# 国民议会 (伯利兹)
国民议会（英語：National Assembly）是伯利兹的国家立法机关。国民议会拥有基于宪法修改和创设法律的权力。

## 體制
国民议会实行两院制，分為参议院和众议院。

## 成員組成
每届国民议員任期5年。參議員13席，其中6席由總理推薦，3席由反對黨領袖推薦，另4席由商界、教會、非政府組織與社會人士擔任，由總督任命。眾議員31席，均由民選，對內閣有不信任投票權，因伯利兹屬內閣制，多數黨議員可擔任內閣成員，總理由眾議院多數黨領袖擔任。

## 現況
現任參議院議長為卡罗琳·特伦奇·桑迪福德（Carolyn Trench-Sandiford），2020年12月就任。
現任眾議院議長為瓦莱丽·伍兹（Valerie Woods），於2020年12月就任。
目前在眾議院各政黨席次（總席次31席），人民统一党有26席，為執政黨，統一民主黨有5席，為反對黨。

## 相關網站
貝里斯國會官網（页面存档备份，存于）